# 黎光维
黎光维（1998年2月5日—，游戏ID：SofM），越南《英雄联盟》职业选手，曾效力于英雄联盟职业联赛（LPL）的蘇州LNG電子競技俱樂部（LNG）、苏宁电子竞技俱乐部（SN） 和微博電子競技俱樂部（WBG）。2023年退役，現為越南賽區的Vikings Esports戰隊的擁有者之一。

## 荣誉
- 英雄联盟2020赛季全球总决赛亚军